# خورخي سميث
خورخي سميث (بالإنجليزية: Isaac Smith)‏ (و. 1740 – 1807 م) هو سياسي، ومحامي، وقاضي، من الولايات المتحدة الأمريكية، ولد في ترنتون، نيوجيرسي، توفي في ترنتون، نيوجيرسي، عن عمر يناهز 67 عاماً.

## مناصب
تولى منصب عضو مجلس النواب الأمريكي.